# Deutschmeister-Denkmal

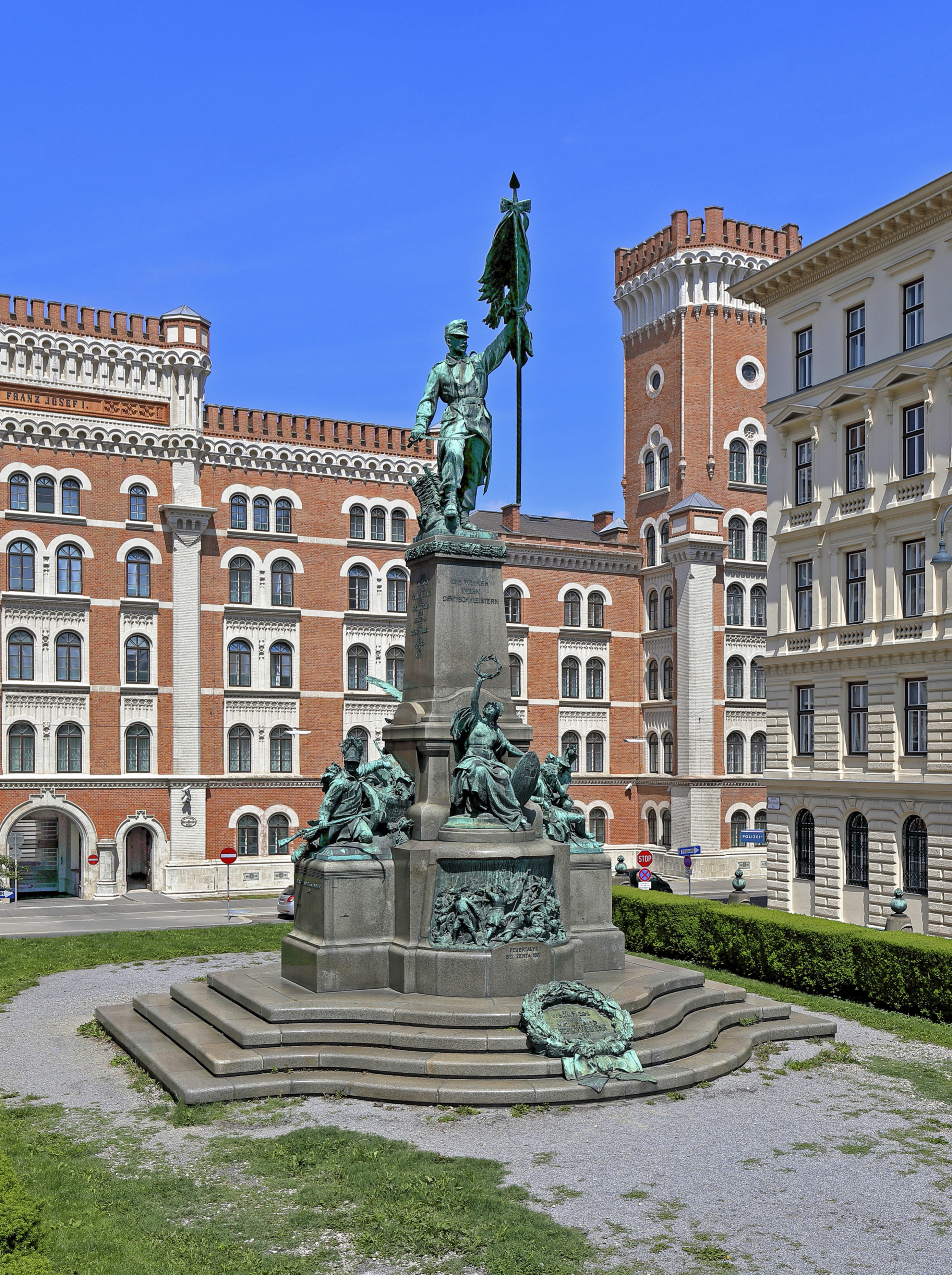
Das Deutschmeister-Denkmal

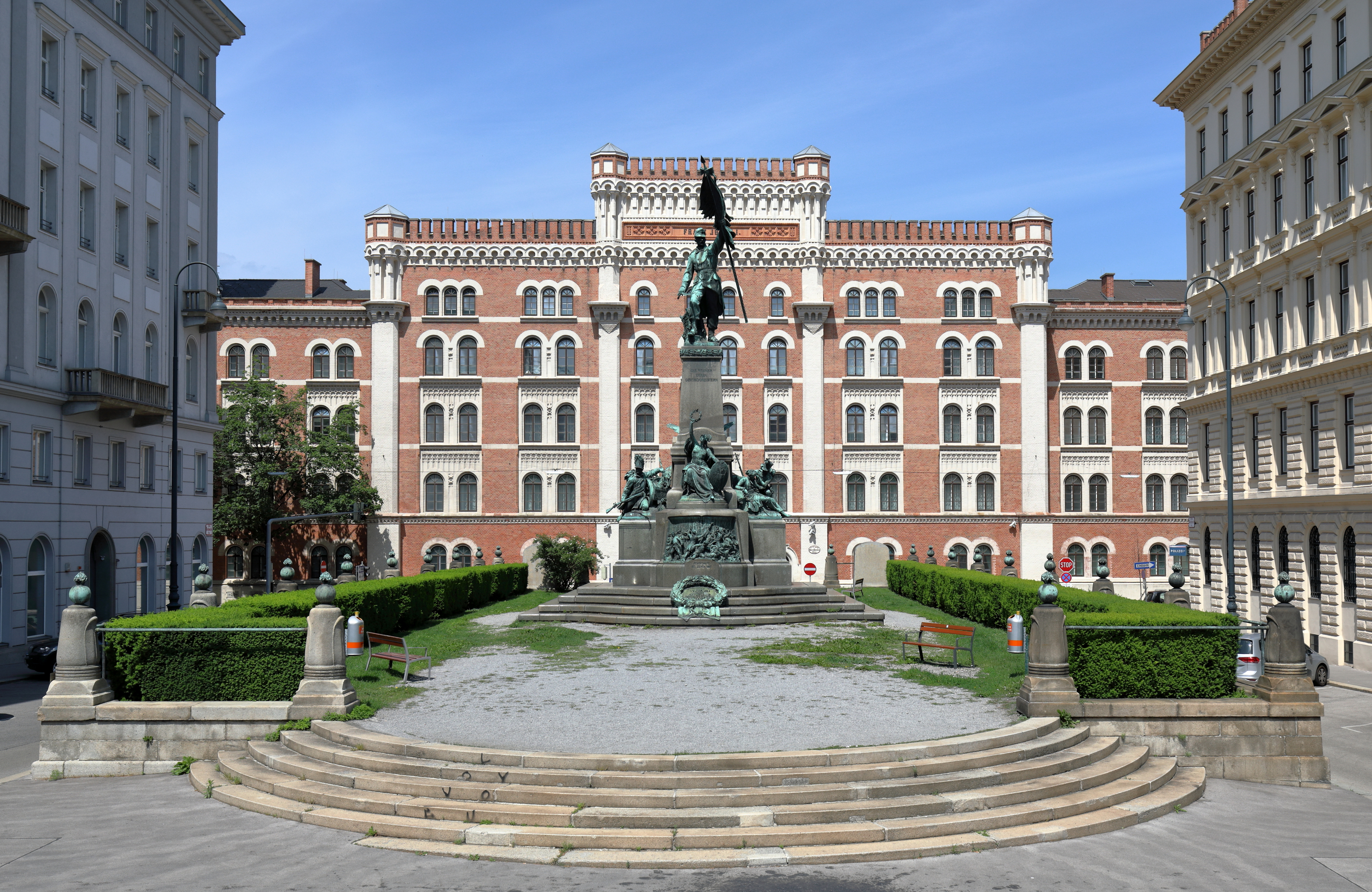
Deutschmeister-Denkmal vor der Roßauer Kaserne

Das Deutschmeister-Denkmal ist ein Denkmal am Deutschmeisterplatz  im 1. Wiener Gemeindebezirk Innere Stadt. Es war das erste große Denkmal der Donaumonarchie, welches nicht einer einzelnen Person, sondern einer Truppeneinheit gewidmet wurde. Möglicherweise war das Deutschmeister-Denkmal 1945 auch Vorbild für das Heldendenkmal der Roten Armee auf dem Schwarzenbergplatz.

## Infanterieregiment Nr. 4 Hoch- und Deutschmeister
Gegründet wurde das Regiment Teutschmeister zu Fuß zur Zeit der Türkenkriege im Jahre 1695 in Donauwörth. Seinem Namen verdankt es der Inhaberschaft des jeweiligen Hoch- und Deutschmeisters des Deutschen Ordens.
Zu den wichtigsten Schlachten in der Regimentsgeschichte zählen jene von Zenta gegen die Türken (11. September 1697) und von Kolin gegen Preußen (18. Juni 1757).
Anlässlich des 200-jährigen Regimentsjubiläums kam 1895 es zur Allerhöchsten Entschließung, die Hoch- und Deutschmeister aus den mährischen Garnisonen Iglau und Brünn wieder nach Wien zu verlegen.

## Geschichte
Anlässlich des Bestandsjubiläums beschloss der Gemeinderat von Wien die Errichtung eines Denkmals, sah sich aber aus finanziellen Gründen nicht in der Lage, dieses ohne finanzielle Unterstützung durch die Bevölkerung zu errichten. Selbst stellte die Stadt 20.000 Kronen zur Verfügung. Weiters wurde in der Gemeinderatssitzung vom 10. Juli 1896 der am 26. September 1876 benannte Deutschmeisterplatz zwischen Maria-Theresien-Straße und Schottenring bei der Rossauer Kaserne als Standort für das geplante Denkmal festgelegt.
Die Grundsteinlegung fand am 7. September 1896 in Anwesenheit zahlreicher Prominenter (Ministerpräsident Kasimir Felix Badeni, Statthalter Erich Graf Kielmannsegg, Bürgermeister Josef Strobach und in der Doppelfunktion als Vertreter des Kaiserhauses und als Regimentsinhaber Erzherzog Eugen von Österreich-Teschen) statt.
1898 mahnte Karl Lueger bei Stadtrat Felix Hraba den Umstand ein, dass sich das unterdessen gegründete und vom Stadtrat geführte Deutschmeister-Schützenkorps mehr um die Errichtung des Deutschmeister-Denkmals und weniger um andere Angelegenheiten kümmern solle.
Nach der Erteilung der behördlichen Bewilligung zur Veranstaltung einer Deutschmeister-Denkmal-Lotterie konstituierte sich am 27. September 1899 der Deutschmeister-Schützenrat als Deutschmeister-Denkmalkomitee. Auf Bitten dieses Komitees geruhte Erzherzog Eugen am 9. Oktober 1899 mitteilen zu lassen, dass er dem Ersuchen nach Übernahme des Ehrenschutzes Folge leisten würde.
Nachdem ab Februar 1900 Plakate auf diese Lotterie mit der Ziehung am 4. Oktober des Jahres – Namenstag von Kaiser Franz Joseph I. – hinwiesen, beschränkte sich der Schützenrat zunächst wieder auf seine Tätigkeiten im Rahmen des Schützenkorps.
Umstritten war in weiterer Folge die Frage, ob ein Wettbewerb über die Gestaltung des Denkmals abgehalten werden sollte oder nicht. Nach der Klärung dieses Problems wurde dann doch ein Wettbewerb ausgeschrieben.
Am 11. Februar 1903 wurden die Gewinner des Wettbewerbs ermittelt. Der erste Preis wurde vom Preisgericht Hans Bitterlich zugestanden, der zweite Wilhelm Seib und der dritte an Artur Straßer und Rudolf Dick, die gemeinsam angetreten waren.
Bei der Sitzung des Denkmalkomitees am 15. Februar 1903 mussten die Mitglieder aber feststellen, dass die prämierten Entwürfe nicht ihren Vorstellungen entsprachen. Allerdings fanden sich unter den abgelehnten Arbeiten mehrere, welche eher nach dem Geschmack der Komitee-Mitglieder waren.
Am 2. März wählte ein engeres Komitee vier Arbeiten aus. Nach einer Ausstellung im Rathaus und weiteren Sitzungen des Denkmalkomitees wurden den Künstlern die Änderungswünsche bekanntgegeben.
In der entscheidenden Sitzung am 19. Oktober 1903 im Wiener Rathaus wurde schließlich der Entwurf Nummer 9 („Mit Gott für Kaiser und Vaterland“) von Johannes Benk zur Realisierung bestimmt. Nach weiteren Gesprächen mit Johannes Benk stand ein Kostenvoranschlag von 192.860 Kronen fest. Die Kosten für die Herstellung des Fundaments waren darin allerdings nicht enthalten. Die feierliche Enthüllung fand schließlich am 29. September 1906 statt.
Während einer Massenversammlung vor dem Deutschmeisterdenkmal wurde am 1. November 1918 die kommunistische Rote Garde durch Korporal Haller, dem Journalisten Egon Erwin Kisch sowie dem Schriftsetzer Leo Rothziegel gegründet.
Die während des Zweiten Weltkriegs entstandenen Schäden wurden auf Beschluss des Wiener Gemeinderates 1957 ausgebessert.
1998 wurde das Deutschmeisterdenkmal mit einem Kostenaufwand von 1,5 Millionen Schilling ein weiteres Mal restauriert und 2006 die Stiegenanlage instand gesetzt.

## Beschreibung

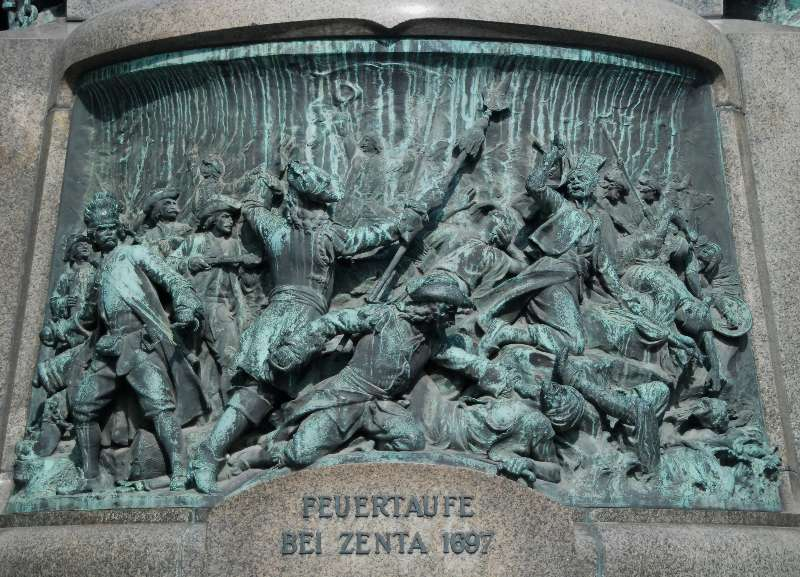
Deutschmeister-Denkmal: Das „Zenta-Relief“

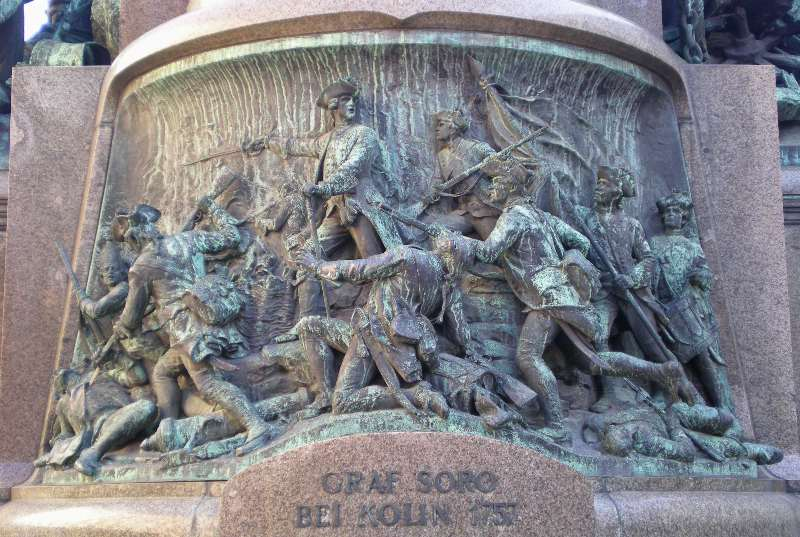
Deutschmeister-Denkmal: Das „Kolin-Relief“

Das Deutschmeister-Denkmal steht in einer teilweise eingefriedeten Grünfläche, die über Stufen zu erreichen ist und wurde als mehrteiliges Denkmal konzipiert. Dargestellt werden wichtige Ereignisse aus der Geschichte des Regiments.
Schöpfer des Denkmals ist Johannes Benk. Die Lösung der architektonischen Probleme, vor allem der Gestaltung des leicht hängenden Platzes, war Aufgabe des Architekten Anton Weber (1858–1942). Die Gussarbeiten führte der Kunsterzgießer Hans Frömmel, Chef der Firma J. Frömmel’s Söhne in Wien, durch. Die aus den Konopischter Granitwerken von Erzherzog Ferdinand d’Este stammenden Steinteile stellte der Steinmetzmeister Andrea Francini auf.
Johannes Benk orientierte sich in der Gestaltung des Denkmals vor allem an den drei großen historischen Kriegsepochen Türkenkriege, Siebenjähriger Krieg und Befreiungskriege gegen Napoleon I., fügte aber auch andere Elemente hinzu.

### Erste Epoche – Türkenkriege
Die Schlacht bei Zenta wird mit dem Relief „Feuertaufe bei Zenta (1697)“ dargestellt. Diese Darstellung befindet sich auf der der Ringstraße zugewandten Vorderseite des Monuments.

### Zweite Epoche – Siebenjähriger Krieg
Die zweite Hauptepoche des Regiments wird im Relief Graf Soro bei Kolin auf der Rückseite des Ehrenmals dargestellt.
Beide Reliefs sind nicht als ebene Fläche, sondern als Ausschnitte eines steilen Kegelmantels gearbeitet.
Auf beiden Darstellungen sind die jeweiligen Kommandanten Damian Hugo von Virmont und Soro porträtgenau modelliert. Generalmajor Franz Rieger erkannte allerdings im Reliefbild des Grafen Soro die Gesichtszüge des gegenwärtigen Regimentskommandanten Oberst Hugo Daler.

### Dritte Hauptepoche – Befreiungskriege
Mit den beiden Figurengruppen Der Grenadier von Landshut (1809) und Der treue Kamerad (1814) werden neben der dritten Hauptepoche auch der Heldenmut beziehungsweise die Waffenbrüderschaft symbolisiert.

### Vindobona
Oberhalb des Reliefs „Feuertaufe bei Zenta“ sitzt die auf den Wappenschild Wiens gestützte allegorische Darstellung der Vindobona, die dem Fahnenführer einen Lorbeerkranz reicht. Mit dieser Darstellung wird bildhaft der unterhalb des Fahnenträgers angebrachte Text „Die Wiener ihren Deutschmeistern“ unterstrichen.

### Kaiseradler

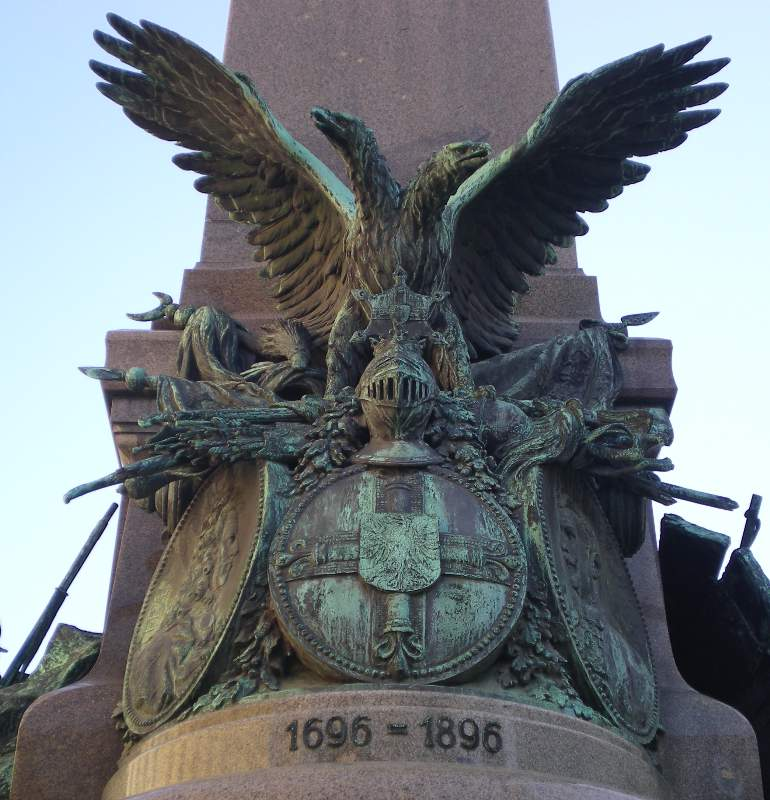
Deutschmeister-Denkmal: Die Kaiseradler-Gruppe

Der Figur der Vindobona gegenüber an der Rückseite des Denkmals befindet sich eine Darstellung des Kaiseradlers mit erbeuteten Trophäen in seinen Fängen.
Darunter befindet sich mittig das Wappen der Hoch- und Deutschmeister. Links davon ist ein Porträt des ersten Regimentsinhabers, Herzog Franz Ludwig von der Pfalz, und rechts ein Bildnis des zum Zeitpunkt der Errichtung des Denkmals gegenwärtigen Inhabers, Erzherzog Eugen. Unter den beiden Bildern ist die Inschrift „1696 – 1896“ angebracht.
Mit dieser Anordnung des ersten sowie des zum Zeitpunkt der Errichtung des Denkmals aktuellen – und im Laufe der Geschichte letzten – Regimentsinhabers umspannt Johannes Benk ein weiteres Mal 200 Jahre Regimentsgeschichte.

### Fahnenträger
Die Hauptfigur des Deutschmeister-Denkmals stellt einen vorwärtsschreitenden Fahnenführer in neuzeitlicher Uniform dar, der die originalgetreu nachgebildete Regimentsfahne mit der linken Hand erhebt und bereit ist, sie mit dem Säbel in seiner rechten Hand zu verteidigen.

### Inschriften
Neben den aus Bronze gefertigten Reliefs und Figuren trägt das Denkmal auch verschiedene Inschriften.
- An der Vorderseite: „Die Wiener ihren Deutschmeistern“
- An der Rückseite: „Mit Gott für Kaiser und Vaterland“
- An den beiden Seiten die wichtigsten Kämpfe: 1712 - Quesnoi  1743 - Campo Santo  1758 - Hochkirchen  1789 - Belgrad  1793 - Retschweiler  1794 - Haspres  1799 - Novi und 1809 Ennsdorf, Aspern, Wagram  1813 - Verona  1814 - Valeggio  1849 - Novara  1859 - Bagolino  1866 - Rozberic

Die beiden Reliefs der Schlacht von Zenta und der Schlacht bei Kolin gestaltete Benk bewusst kleiner, um sie als in der Geschichte weiter zurückliegende Ereignisse gegenüber den Franzosenkriegen – symbolisiert durch Der Grenadier von Landshut und Der treue Kamerad – mit ihrer größer dimensionierten Darstellung in den Hintergrund treten zu lassen. Darüber erhebt sich der Fahnenträger als Figur der Gegenwart.
Die Darstellung der Vindobona wiederum soll die Stadt Wien als Stifterin des Denkmals ebenso versinnbildlichen wie das liebevolle Verhältnis der Stadt zu seinem Hausregiment.

### Lorbeerkranz aus Bronze
Der auf den Stufen zum Denkmal liegende Kranz wurde am 15. Oktober 1931 hinzugefügt und ist den rund 5.000 im Ersten Weltkrieg gefallenen Hoch- und Deutschmeister-Soldaten. Bezeichnet ist er mit Willy Bormann.

## Votivtafeln

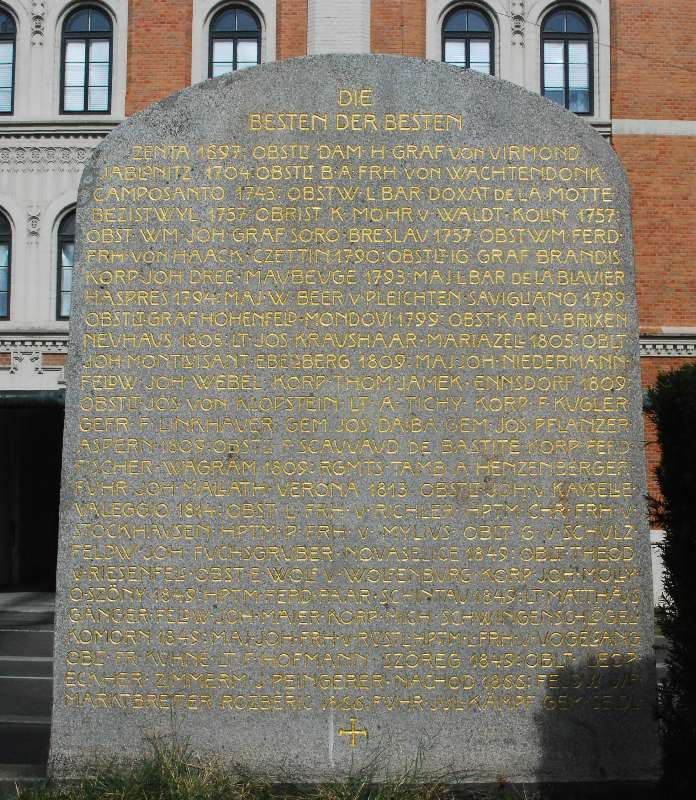
Deutschmeister-Denkmal: „Die Besten der Besten“

An der Rückseite des Deutschmeisterdenkmals an der ursprünglich 14 Stufen – heute befindet sich hier nur eine mit Gras bewachsene Rampe – tiefer gelegenen Maria-Theresien-Straße wurden zwei beidseitig beschriftete Votivtafeln angebracht.
Auf der dem Donaukanal zugewandten Seite des Deutschmeisterplatzes befindliche Tafel wurden die Namen der Regimentsinhaber seit 1697 verewigt. Die nur noch schlecht leserliche Rückseite dieser Tafel trägt die Namen der „Besten der Besten“.
Die zweite Tafel trägt die Inschrift: „Das Infanterieregiment Hoch- und Deutschmeister Nr. 4 hat während seines 200jährigen Bestandes 206 Schlachten und Gefechte mit einem Gesamtverluste von 407 Offizieren und 20.000 Mann mitgemacht.“
Zusätzlich zu den am Denkmal selbst aufgeführten Schlachten wurden hier weitere 45 Schlachten zwischen 1697 und 1866 genannt. Auf der Rückseite wurden die Namen der Mitglieder des Denkmalkomitees, der beteiligten Künstler und ausführenden Geschäftsleute verewigt, die aber ebenfalls kaum zu entziffern sind.

## Deutschmeister-Denkmal-Marsch
Wilhelm Wacek (1864–1944), seit 1893 Kapellmeister der Musikkapelle des k.u.k. Infanterieregiments Nr. 4 Hoch- und Deutschmeister, komponierte einen eigenen Marsch für das Deutschmeisterdenkmal.